# ارزاقو دادا
ارزاقو دادا هي بلدية في مقاطعة بيرغامو في منطقة لومباردي الإيطالية ، وتقع على بعد حوالي 30 كيلومترًا (19 ميلًا) شرق ميلانو وحوالي 25 كيلومترًا (16 ميلًا) جنوب غرب بيرغامو .
وتقع هذه البلدية على حدود عدة بلديات وهي:  أقناديلو، كالڤينزانو ، كاسيريت،  دادا ، ريڤولتة، ودادا ڤايليت.
وتوجد بهذه البلدية معالم كثيرة  منها  بقايا ڤيلا رومانية من العصر الإمبراطوري ، وقلعة مركيز دي كابيتاني دي أرزاقو ،التي تم تحويلها  إلى سكن نبيل في القرنين السادس عشر والسابع عشر، أيضاً من المعالم البارزة قصر رافاجولا لعائلة دي سيسا النبيلة وقلعة القرون الوسطى .